# Региональный парк Асвяя
Асвяя (лит. Asvejos regioninis parkas) — региональный парк в восточной Литве, на территории Швенчёнского, Вильнюского и Молетского районов. В 2009 году общая площадь парка была увеличена со 117,11 км² до 122,08 км². Управление парка расположено в местечке Дубингяй. Парк был основан в 1992 году с целью сохранения озера Асвея (длиннейшего в стране), культурных и природных ценностей региона.

## География
Парк находится на стыке Швенчёнского, Вильнюского и Молетского районов. Занимаемая территория — 122,08 км².

## Природа и биологическое значение
Около 60 % территории парка занимают леса, около 8 % — болота, 17 % — озера. На территории парка расположено более 30 озёр. Самое крупное из них — озеро Асвея, являющееся длиннейшим озером Литвы. Другие озера — Балуошас, Бяржа, Виранглио, Свернас и Никаяс. Считается, что водно-болотные угодья парка почти не подвержены деятельности человека. Самым крупным из них является болото Пурвинас (вокруг озера Пурвинас), с редкими видами флоры и фауны. В парке встречаются редкие и исчезающие в данном регионе виды птиц, такие как скопа, чёрный коршун, серый журавль, тетерев-косач. На территории парка зарегистрировано 700 видов растений, 28 из которых занесены в Красную книгу Литвы.

## Культурное наследие
На территории регионального парка расположены городище Балуошас, фундамент замка Дубингяй. Одной из самых известных достопримечательностей края является деревянный мост через озеро Асвяя.